# Slag aan de Nete
De Slag aan de Nete was een militaire veldslag tussen de Duitse bezetter en het Belgisch leger tijdens de Eerste Wereldoorlog, die van 2 tot 9 oktober 1914 werd uitgevochten.

## Verloop
De Duitse troepen zetten op 2 oktober 1914 de belegering van de forten en verdedigingsstellingen tussen Walem en Lier in. Hierop trokken de Belgische troepen zich terug achter de Nete. Een dag later viel het fort van Lier en op 4 oktober werd ook de stad Lier ingenomen. De Belgische troepen kregen van toen af aan steun van Britse mariniers, die stelling namen ten noorden van de stad. Er werden loopgraven gegraven en men richtte zich op de verdediging van de noordelijke Netedijken. 
In de ochtend van 5 oktober zetten de Duitse troepen de aanval in op de Netestelling en geruggensteund door een intens bombardement wisten ze bij Anderstad de Nete over te steken. Bij de bombardementen werd vrijwel het ganse centrum van de gemeente Duffel vernietigd. Spoedig werd ook de aanval richting Hof van Ringen, de Mechelensesteenweg en het Hof van Lachenen ingezet. Diezelfde avond werd door de Belgische legerleiding bevolen tot een nachtelijke tegenaanval. Een bloedige nachtelijke bajonetaanval volgde met hevige lijf-aan-lijf-gevechten. Het Belgische leger was echter niet opgewassen tegen de Duitse overmacht. De volgende dagen trokken Duitse troepen overal de Nete over. Om te ontsnappen aan een insluiting trokken de Belgische troepen zich via het kanaal Gent-Terneuzen terug achter de IJzer. Op 9 oktober viel Antwerpen en werd de capitulatie van de stad te Kontich getekend.